# Chrystus z krzyżem
Chrystus z krzyżem (hiszp. Cristo abrazado a la cruz) – obraz olejny hiszpańskiego malarza pochodzenia greckiego Dominikosa Theotokopulosa, znanego jako El Greco.
Postać Chrystusa niosącego krzyż na górę Kalwarię, jest jednym z najbardziej rozpowszechnionych w malarstwie El Greca. Pierwsze wersje w takim ujęciu powstawały zaraz po przybyciu malarza do Hiszpanii. Amerykański historyk sztuki Harold Wethey rozróżnił trzy wersje tego motywu. Pierwsze, których jest sześć oryginalnych wersji, posiadają niewielkie różnice w przedstawieniu korony i fizjonomii Chrystusa, ale tę samą kompozycję. Drugie wersje mają inny typ aureoli; Chrystus inaczej ma zwróconą głowę i inna jest pozycja krzyża. W trzeciej ramiona krzyża są pominięte, a głowa Chrystusa odwraca się do swojej prawej strony. Prekursorem tak ujętej sceny z Triduum Paschalnego jest włoski artysta Sebastiano del Piombo i jego obraz z paryskiego Luwru.

## Opis obrazu
W latach osiemdziesiątych XVI wieku El Greco maluje Chrystusa w półpostaci (trzecia wersja), koncentrując się już tylko na jego osobie. Jezus, który w drodze na Golgotę, zatrzymuje się by nawiązać dialog z Bogiem Ojcem i zaakceptować swoje poświęcenie Najważniejszy jest tu aspekt duchowy tego wydarzenia. Postać Chrystusa wyraźnie odcina się na tle ponurego tła. Podobnie jak w innych wersjach ma wzniesione oczy ku niebu, przepełnione łzami, a twarz promieniującą blaskiem. Czoło ranione jest przez koronę cierniową, a krople krwi ściekają po jego wydłużonej szyi. Wokół jego głowy widoczna jest prostokątna aureola. W tej wersji El Greco pomija niebieską pelerynę, obecną w innych wersjach, za to czerwona tunika kontrastująca z ciemnym tłem, modelowana jest za pomocą światła i koloru na wzór artystów ze szkoły weneckiej. Chrystus zamiast krzyża na ramieniu opiera się na nim a dokładnie na belce bo tylko ona mieści się na płótnie.

## Proweniencja
Obraz w kolekcji Muzeum Thyssen-Bornemisza trafił w 1930 roku (nr inw. 169 (1930.28)). Wcześniej znajdowało się w kolekcji Imbert w Rzymie oraz w kolekcji Neumans w Paryżu. Według kustoszy muzeum madryckiego obraz datowany jest na lata 1590–1595. Álvarez Loper umieszcza powstanie obrazu w latach 1587–1596.

## Inne wersje
Prócz wersji madryckiej zachowało się kilka innych wersji nieodbiegających od oryginału, gdzie El Greco eksperymentuje z refleksem światła odbijającego się na szacie Chrystusa. Harold Wethey wymienia cztery wersje: jedną, najwcześniejszą z 1585 roku z madryckiej prywatnej kolekcji, drugą z prywatnej kolekcji z Hawany datowaną na lata 1590–1595, trzecią z lat 1587–1597 z Brooklyn Museum w Nowym Jorku i czwartą z Muzeum Sztuki religijnej w Cuenca z tego samego okresu. Ta ostatnia różni się od pozostałych kierunkiem w jakim zwrócony jest Chrystus. Jego ciało zwrócone jest w lewą stronę, głowa skierowana prosto, załzawione oczy spoglądają w niebo. Jeszcze jedna wersja tak ujętego Chrystusa z krzyżem znajduje się w kolekcji Cintas Fundation, a eksponowana jest w Lowe Art Museum w Miami. Obraz datowany jest na lata 1590–1595.
- Chrystus z krzyżem – (1587-97), 48 × 38 Museo Diocesano de Arte Religioso
- Chrystus z krzyżem – (1587–97), 63 × 52 Oscar B Cintas Fundation, Nowy Jork